# Constantinos Lycourgos
Constantinos Lycourgos (* 1964) ist ein zyprischer Jurist und Richter am Europäischen Gerichtshof.

## Leben und Wirken
Lycourgos studierte Rechtswissenschaften an der Universität Panthéon-Assas, wo er 1987 im Europäischen Gemeinschaftsrecht sein Diplôme d’études approfondies ablegte und 1991 zum Dr. iur. promoviert wurde. Anschließend war er als Referent am Centre de formation permanente der Universität Panthéon-Assas tätig und wurde 1993 zur zyprischen Anwaltschaft zugelassen. 1996 wechselte er an das zyprische Außenministerium und war als Sonderberater für europäische Angelegenheiten für den zyprischen Außenminister tätig. Lycourgos war ab 1998 dann Mitglied des Verhandlungsteams für den Beitritt Zyperns zur Europäischen Union sowie Mitglied der griechisch-zyprischen Delegation bei den Verhandlungen zum Zypernkonflikt. Von 1999 bis 2014 arbeitete er für den Juristischen Dienst der Republik, zuletzt als Hauptrechtsvertreter und Direktor der Abteilung Europäisches Recht. Ab 2004 war er zudem Bevollmächtigter der zyprischen Regierung vor den Gerichten der Europäischen Union. Seit dem 8. Oktober 2014 ist Lycourgos selbst Richter am Europäischen Gerichtshof. Dort ist er seit dem 8. Oktober 2021 Präsident der Dritten Kammer.